# Yu-Gi-Oh! (serie animata 1998)
Yu-Gi-Oh! (遊☆戯☆王?, Yūgiō) è una serie televisiva di anime ispirata al manga Yu-Gi-Oh! di Kazuki Takahashi. Prodotta da Toei Animation, è stata trasmessa per la prima volta sulla TV Asahi dal 4 aprile 1998 fino al 10 ottobre 1998, ed è durata 27 episodi. È basata principalmente sui volumi 1-7 del manga e pertanto il gioco di carte Magic & Wizards (o Duel Monsters nell'anime) è quasi del tutto assente.
È inedita sia in Italia che in USA: gli appassionati l'hanno ribattezzata "Season 0" (Stagione zero) o "Yu-Gi-Oh! Shadow Games". Si tratta effettivamente del prequel della successiva serie Yu-Gi-Oh! Duel Monsters, come si può evincere dal fatto che spesso lì i personaggi hanno flashback di eventi avvenuti in questo arco temporale, oppure vi fanno cenno (senza contare che nel manga, tra le due serie non c'è alcun distacco).
Solo di tre episodi (quelli in cui l'alter ego di Yugi affronta Seto Kaiba, Shadi e Ryou Bakura) è stato fatto un vero e proprio remake, ma al solo scopo di introdurre nuovamente i personaggi.
L'unica grande differenza tra le due serie (sia nel manga che nell'anime), è lo stile del disegno, che inizialmente è molto diverso.
Un film di 30 minuti ispirato a questa serie è stato realizzato nel 1999 da Toei Animation. Esso prende il nome di Yu-Gi-Oh!.

## Trama
Yugi Mutō è un quindicenne che frequenta il primo anno al liceo della città di Domino. Il padre è sempre in viaggio per lavoro, dunque lui vive insieme alla madre e al nonno Sugoroku Mutō, proprietario del negozio di giochi Turtle Game, sopra al quale si trova anche il loro appartamento. Il nonno, otto anni prima, gli aveva regalato uno scrigno d'oro, trafugato in una tomba egizia, che conteneva al suo interno i pezzi di un puzzle d'oro.
Solo ora Yugi riesce a rimontarlo, dopo anni di fatiche; ottiene un pendaglio a forma di piramide rovesciata (nella mitologia egizia simbolo di sventura) chiamato Puzzle Millenario (nel manga è anche la traduzione del nome originale giapponese, Sennen Puzzle, in inglese il nome è Millennium Puzzle). Sullo scrigno d'oro che lo custodiva, è inciso un testo, secondo cui chi completerà il Puzzle diventerà il paladino della giustizia e avrà accesso alla conoscenza occulta dei Giochi delle Ombre (Yami no Game in originale e Shadow Games in inglese).
Yugi tuttavia non sa tutta la verità: all'interno del Puzzle, è rinchiuso uno spirito (un faraone di 3.000 anni fa, come si scopre nella successiva serie Yu-Gi-Oh! Duel Monsters). Quando un sopruso o un torto viene commesso davanti agli occhi del ragazzino, lo spirito prende possesso del suo corpo, sfidando il cattivo di turno ad un gioco delle ombre, il quale, generalmente, è un gioco strano e pericoloso di sua invenzione, oppure riadattamenti di altri giochi, in taluni casi, anche il Duel Monsters.
Se si perde a questo gioco, o peggio ancora, si bara, si dimostra che la propria anima è malvagia, e allora lo spirito passa al cosiddetto "Gioco della Sanzione" con cui punisce l'avversario tramite la perdita di vita/anima/sanità mentale, a seconda.
Quando lo spirito prende possesso di Yugi, anche il corpo prende le sue fattezze; diviene più alto, più muscoloso, il taglio degli occhi si assottiglia, mentre la voce è più profonda e suadente. All'inizio, cambiavano leggermente anche i vestiti. Tale "trasformazione" comunque è probabilmente soltanto astratta, atta a mostrare il cambio di personalità allo spettatore, e quindi non avviene realmente.
Yugi non sa nulla di tutto ciò, così come i suoi amici, Katsuya Jonouchi, Anzu Mazaki, Hiroto Honda e Miho Nosaka (quest'ultima solo in questa serie), man mano però, Yugi si rende conto di questa presenza dentro di sé, che finirà con l'essere definita "l'altro Yugi" ("Mou hitori no Yugi" in originale) e alla fine, lo confesserà anche agli altri. Durante la serie, lui e il suo alter ego si trovano ad affrontare molti nemici/amici, che ritroveremo anche nella serie Duel Monsters (ovvero Seto e Mokuba Kaiba, Shadi e Bakura). In questa serie, comunque, sono pochi o nulli i segreti svelati della trama principale.

## Colonna sonora
Sigla d'apertura
- Kawaita sakebi (渇いた叫び? lett. "Un urlo di sete") cantata dai FIELD OF VIEW

Sigla di chiusura
- Ashita moshi kimi ga kowaretemo (明日もし君が壊れても? lett. "Anche se ti spezzi domani") cantata dai WANDS

## Differenze tra anime e manga
Diverse sono le libertà prese dagli sceneggiatori dell'anime, a partire dal cambio di ordine dei vari episodi, ad esempio l'incontro con Seto Kaiba nel terzo episodio, in realtà nel manga avveniva più avanti, sono inoltre aggiunte alcune puntate non tratte dal manga, in qualcuna di queste si duella a Duel Monsters (ad esempio con la strega Hekate e con due dei 4 Game Shitennou di Kaiba, presenti solo nell'anime), mentre nel fumetto questo gioco nei primi 7 volumi viene praticato solo due volte (nel primo incontro con Seto, e nel duello finale a Kaiba Land in cui Yugi lo sconfigge con Exodia, parti poi riprese nel primo episodio di Yu-Gi-Oh! Duel Monsters).
Molti episodi sono stati rimodellati rispetto al manga, modifiche generalmente attuate per far rientrare le storie in un unico episodio, ad esempio l'episodio 9, in cui Jonouchi entra nella gang degli Yo-Yo, è la fusione di diversi capitoli del manga che si susseguivano in modo distanziato. È stato inoltre inserito il personaggio di Miho Nosaka come protagonista, mentre in realtà nel manga compare solo in un'occasione come ruolo minore, precisamente nel capitolo trasposto come episodio 10, dove il ruolo di Miho viene sostituito da Mayumi.
Il personaggio di Hiroto Honda nell'anime si mostra più affabile nei confronti di Yugi al contrario della serie originale, dove insieme a Jonouchi era un bullo che si divertiva a tormentarlo, e fa parte del "Club di abbellimento" della scuola, mostrando un enorme e spesso esagerato senso del dovere a causa del suo incarico. Per questo motivo è stato reso protagonista delle avventure di Yugi, Anzu e Jonouchi fin dal primo episodio, al contrario del manga, dove ricompare come protagonista solo dopo numerosi capitoli. Honda è inoltre invaghito di Miho, personaggio non ben definito nel manga e reso protagonista nell'anime, aggiunta da parte della Toei Animation a causa del ruolo marginale che essa interpretava nella versione cartacea.
Nella puntata 11 il campione di CapuMon (Capsule Monsters) Warashibe rapisce Miho e duella con Yugi, mentre nella versione cartacea questo personaggio non esiste, e il campione di CapuMon è Mokuba che è infatti il protagonista di questo episodio, che tuttavia nell'anime comparirà solo più avanti. A Kaiba Land inoltre sono stati eliminati i riferimenti al suicidio di Gozaburo Kaiba, e i flashback di Seto e Mokuba di quando erano bambini (queste cose sono state in qualche modo reintegrate nella serie Duel Monsters, nella saga di Noah).
In questa trasposizione Seto Kaiba ha i capelli verdi, ed è vestito di bianco, molto similmente a Noah Kaiba presente solo nella serie Duel Monsters. Nel film ispirato a questa serie Seto ha invece i capelli come nella serie originale.

## Personaggi

### Personaggi principali
- Yugi Mutō
- Faraone Atem
- Katsuya Jonouchi
- Hiroto Honda
- Anzu Mazaki
- Miho Nosaka

### Personaggi secondari
- Sugoroku Muto
- Shadi
- Seto Kaiba
- Mokuba Kaiba
- Ryou Bakura

## Doppiaggio
Di seguito la lista dei doppiatori originali:
Il cast di doppiaggio è differente da quello usato nella serie Duel Monsters.
| Personaggio              | Doppiatore          |
| ------------------------ | ------------------- |
| Yugi Mutō / Yami Yugi    | Megumi Ogata        |
| Katsuya Jonouchi         | Toshiyuki Morikawa  |
| Hiroto Honda             | Ryōtarō Okiayu      |
| Anzu Mazaki              | Yumi Kakazu         |
| Miho Nosaka              | Yukana Nogami       |
| Sugoroku Muto            | Takeshi Aono        |
| Seto Kaiba               | Hikaru Midorikawa   |
| Mokuba Kaiba             | Katsue Miwa         |
| Shizuka Kawaii           | Michiko Neya        |
| Ryō Bakura / Yami Bakura | Tsutomu Kashiwakura |
| Shadi                    | Kaneto Shiozawa     |

## Film
Il 6 marzo 1999 fu proiettato nei cinema giapponesi un cortometraggio dedicato alla serie, Yu-Gi-Oh!, come parte del Tōei Spring Anime Fair '99.